# 啓蒙の弁証法
『啓蒙の弁証法』(Dialektik der Aufklärung: Philosophische Fragmente)とはホルクハイマーとアドルノによって著された近代批判の研究である。
ホルクハイマーとアドルノは、反ユダヤ主義のドイツを逃れてアメリカに亡命し、第二次世界大戦中に本書を執筆を開始し、1947年にアムステルダムで出版した。

## 概要
ホルクハイマーとアドルノは、人間が啓蒙化されたにもかかわらず、ナチスのような新しい野蛮へなぜ向かうのかを批判理論によって考察しようとした。その考察を開始するために、啓蒙の本質について規定するものである。
啓蒙は、人間の理性を使って、あらゆる現実を概念化することを意味する。そこでは、人間の思考も画一化されることになり、数学的な形式が社会のあらゆる局面で徹底される。したがって、理性は、人間を非合理性から解放する役割とは裏腹に、暴力的な画一化をもたらすことになる。ホルクハイマーとアドルノは、このような事態を「啓蒙の弁証法」と呼んでいる。
そして、この事態はいくつかの側面から説明することができ、その考察にあたり『オデュッセウス』と『ジュリエット物語あるいは悪徳の栄え』が言及される。人間は、外部の自然を支配するために、内面の自然を抑制することで、主体性を抹殺した。また、論理形式的な理性によって、達成すべき内容ある価値は、転倒してしまう。さらに、芸術においても、美は、規格化された情報の商品として、大衆に供給される。ホルクハイマーとアドルノは、反ユダヤ主義の原理に啓蒙があったと考えており、啓蒙的な支配によってもたらされた抑制や画一化の不満が、ユダヤ人へと向けられたと位置づける。
啓蒙の精神は、自らの本質が支配にあると自覚することで、反省的な理性を可能にするものでもある。この反省によって、啓蒙における理性と感性の融和が、可能となりうると考えられる。